# Festival de Artes de São Cristóvão
O Festival de Artes de São Cristóvão (FASC) é um evento multicultural brasileiro criado em 1º de setembro de 1972 em São Cristóvão, Sergipe, pela Universidade Federal de Sergipe (UFS) como uma iniciativa cultural para promover a arte e cultura sergipana. O evento oferece uma plataforma para músicos, cineastas, escritores e outros profissionais das artes expressarem seus trabalhos e conectarem-se com a comunidade local. Desde sua criação, o FASC tem sido um evento importante no calendário turístico da região, contribuindo para o fortalecimento da identidade cultural de Sergipe, além de movimentar a economia.
Em 2023, tornou-se Bem de Interesse Cultural de Sergipe.

## História
Idealizado em plena ditadura militar, o FASC foi a primeira atividade de extensão da Universidade Federal de Sergipe (UFS), e surgiu para atender a uma demanda do Ministério da Educação e Cultura (MEC) da celebração do Sesquicentenário da Independência do Brasil.
Além disso, a UFS, recém-instalada em Sergipe, buscava estreitar laços com a comunidade local. São Cristóvão, cidade histórica e primeira capital de Sergipe, foi escolhida como palco do festival devido ao seu rico patrimônio colonial, como igrejas, sobrados e a arquitetura barroca, que se tornaram cenário para os eventos artísticos do FASC.
Após ocorrer com algumas interrupções até 2005, o Festival de Artes de São Cristóvão (FASC) foi revitalizado em 2017 por iniciativa da gestão do prefeito Marcos Santana. A retomada contou com o apoio da Fundação de Cultura e Turismo João Bebe Água (Fumctur) e da Secretaria Municipal de Governo e Relações Comunitárias, além de manter a parceria com a Universidade Federal de Sergipe (UFS).
A 34ª edição marcou o retorno do evento, que recebeu grande público e uma ampla gama de artistas. Em 2022, após uma pausa de dois anos devido à pandemia de Covid-19, o festival retornou ao formato presencial.
A 39ª edição do FASC foi realizada entre os dias 30 de novembro a 1º de dezembro de 2024.
Durante as edições, já constaram artistas como Gilberto Gil, Marina Lima, BaianaSystem, Don L, Timbalada, Djonga, Carlinhos Brown, Arnaldo Antunes, Pato Fu e Liniker. Gal Costa foi confirmada para a edição de 2022, porém faleceu antes de se apresentar.